# Церква святого Миколая (Підгайчики)
Церква святого Миколая в Підгайчиках — парафія і храм греко-католицької громади Озернянського деканату Тернопільсько-Зборівської архієпархії Української греко-католицької церкви в селі Підгайчики Тернопільського району Тернопільської области.
Дерев'яна церква оголошена пам'яткою архітектури місцевого значення.

## Історія церкви
До 1946 року парафія належала УГКЦ, а її діяльність у лоні церкви була відновлена у 1991 році. Дерев'яну церкву, збудовану у XVIII столітті, перевезли із сусіднього села Тустоголови у 1737 році. У 1990 році її відреставрували завдяки пожертвам парафіян.
На парафії діють: братство Матері Божої Неустанної Помочі та спільнота «Матері в молитві». Катехизацію проводить священник.
У 2012 році в парафії відбулося одне хрещення та чотири похорони.

## Парохи
- о. Василь Лущ (з 1993).